# IOS 7
iOS 7 va ser el sistema operatiu dissenyat per Apple com a successor d'iOS 6. Va ser anunciat en la Conferència Mundial de Desenvolupadors. Va sortir a la llum el 18 de setembre de 2013. S'inclou un redisseny de la interfície d'usuari i nombroses millores a la funcionalitat del sistema operatiu. El disseny dels nous elements d'iOS 7 va ser dirigit per Jonathan Ive, vicepresident de Disseny Industrial d'Apple.
iOS 7 va tenir moltes crítiques, tant positives, com a negatives. El que més impacta d'iOS 7, és la seva renovació de disseny, a més de moltes més característiques noves, que en iOS 6 no estaven disponibles, com AirDrop, el centre de control, CarPlay, encara que no totes les característiques estan disponibles en tots els models. Compatible amb: iPhone 4 o superior, iPad 2 o superior, iPad Mini o superior i iPod Touch (5ª generació)

## Història
El llançament d'iOS 6 al setembre de 2012 va ser polèmic, a causa dels conflictes de llicències en l'aplicació Google Maps sent reemplaçat per un programari propi d'Apple. Després del seu llançament, els usuaris que es van actualitzar a aquesta versió van reportar una sèrie d'errors i inexactituds del servei, la qual cosa va conduir a Tim Cook a demanar disculpes pels errors presentats en el servei i va suggerir als usuaris utilitzar altres serveis disponibles en l'App Store. Conseqüentment, el 29 d'octubre de 2012 Scott Forstall va ser acomiadat, com a vicepresident sènior d'iOS.
En la WWDC 2013 es va presentar la nova versió d'iOS, la van presentar com "El major canvi de iOS des de l'iPhone Original", van presentar 10 dels seus principals característiques, les més noves van ser el nou disseny, Air Drop, Control Center, Nou Multitarea, l'aplicació Fotos, Càmera, Safari, Calendari, Siri, Fons dinàmics, iOS en l'acte i un extra que va ser "Buscar el meu iPhone".
Actualment, amb l'actualització 7.1.2 es corregeix la fallada de seguretat, a més d'optimitzar el sistema, especialment per l'iPhone 4.

## Característiques

### Centre de control
Igual que al Centre de Notificació, Centre de Control està disponible desplaçant-se cap amunt des de la part inferior de la pantalla i proporciona accés als ajustos com la manera d'avió i la lluentor, controls de mitjans, AirPlay i Air Drop, i els accessos directes a diverses aplicacions, incloent una llanterna incorporada, temporitzador, calculadora, i la càmera.

### Multitasca
iOS 7 es basa en la limitada multitarea introduïda en iOS 4 (que vènia en l'iPhone 3Gs i l'iPhone 4) i proporciona multitasca completa per a totes les aplicacions. La capa de multitasca també preveu fons d'actualització d'aplicacions, al mateix temps les notificacions són empeses al dispositiu, i vistes prèvies de totes les aplicacions en execució.

### Safari
Safari en iOS 7 integra el camp de cerca intel·ligent, utilitzat per primera vegada en Safari 6 para US X i Mavericks iCloud, aplicació d'iCloud clauer. Altres canvis inclouen pestanyes infinites, control parental, i millores en Twitter compartir i Reading List. L'àrea de la fitxa també s'ha reorganitzat per veure les pestanyes d'a dalt en lloc que un paginado cara a cara.

### Air Drop
iOS 7 integra Wi-Fi compartit, característica d'Apple. Air Drop pots compartir imatges, mails i molt més amb l'iPhone 5 o superior, l'iPad amb pantalla Retina (4ª generació) o superior, iPad Mini o superior i iPod touch (5ª generació)

### Càmera
La nova interfície de la càmera permet lliscar entre quatre maneres diferents (video, foto, foto quadrada i imatge panoràmica) i ofereix filtres de foto en viu i vista prèvia.
Els filtres en la app de fotos estan disponibles en tots els dispositius amb iOS 7. Segons models: iPhone 4 només video, foto, foto quadrada. iPhone 4s, 5, 5c i iPod touch 5ª generació: video, foto, foto quadrada, imatge panoràmica, fes fotos mentre graves (només 5c) i filtres. iPhone 5s: video, foto, foto quadrada, imatge panoràmica, enregistrament a càmera lenta, manera ràfega, filtres i fes fotos mentre graves.
Una altra característica de la càmera del iphone 7, és poder desbloquejar el iphone amb una selfie. La qual reconeix els trets facials de la persona, la "WWDC" (conferència mundial de desenvolupadors) no els va semblar molt bona la idea de apple perquè, el reflex de la llum solar o distorsió biomètrica que poden causar una dificultat per reconèixer els trets facials d'aquesta persona. Para aquests problemes l'empresa sueca "polar rose swedish" va desenvolupar un programari semblant al de facebook el qual pot reconèixer cares i imatges.

### Dispositius de confiança
Nou en iOS porta dispositius de confiança, que l'usuari és alertat amb una pantalla d'advertiment quan es connecta el dispositiu iOS al seu Mac / PC per preguntar-los si es pot confiar en l'equip connectat.

### Fotos
Fotos en iOS 7 utilitza les dades EXIF en cada foto per ordenar les fotos per data i lloc, al nivell de l'any, i també és compatibles amb compartir vídeo a través d'iCloud Galeria de fotos.

### Siri

Logo de Siri, l'assistent personal d'Apple

Siri compta amb un nou disseny perquè coincideixi amb la resta del sistema,noves veus masculines i femenines, un major control de la configuració del sistema, Twitter, Wikipedia, Bing i la integració de fotos. No obstant això encara amb l'actualització seguirà estant disponible exclusivament para: iPhone 4S o superior, iPad (3ª generació) o superior, iPod Touch (5ª generació) de 16GB, 32GB i 64GB. Es rumorejava que amb l'actualització l'iPhone 4 adquiriria també la funció de Siri, el rumor va ser desmentit i es va conservar la funció original en aquests models: Control de Veu en models iPhone 4 o inferior, iPad (2ª generació) o inferior, iPod Touch (4ª generació).

### iOS en l'automòbil
iOS en l'automòbil, que es va estrenar en 2014 amb iOS 7.1, utilitza la integració de Siri en models seleccionats per oferir ulls lliures i mans lliures de navegació per satèl·lit, la telefonia, la música i la integració iMessage través de la pantalla de l'automòbil.

### App Store
La App Store ofereix més opcions de cerca per rang d'edat i la participació conscient de la ubicació i també afegeix aplicacions d'actualització automàtica.

### Fons dinàmics (iPhone 4s o superior, iPod touch (5ª generació), iPad 2 o superior, iPad Mini o superior)
Una característica similar a la d'Android, on un fons de pantalla pot estar en moviment en lloc de només estàtica. Existeixen dos fons "dinàmics" que s'inclouen en les betes i els dos dissenys de «bombolla» té amb poc diferents coloracions. Aquests fons de pantalla que tenen bombolles,es mouen basat en l'acceleròmetre del dispositiu. Fons de pantalla estàtics es mouen ara amb l'acceleròmetre. A més, si una foto panoràmica es pren amb l'aplicació nativa «Càmera» es mourà sobre la base que el dispositiu està «buscant», basada en la informació de l'acceleròmetre.

### Buscar el meu iPhone
Una de les principals aplicacions de seguretat en iOS és "Buscar el meu iPhone", en versions anteriors d'iOS podem buscar, bloquejar i eliminar el contingut del nostre iDevice remotament, però amb aquesta versió d'iOS Apple dona un gran pas per lluitar contra la venda de dispositius de segona mà robats, el nou sistema ara té la característica de demanar l'Apple ID de l'usuari si es vol desactivar "Buscar el meu iPhone" per poder restaurar ja sigui des d'iTunes o des del mateix dispositiu, si s'esborra el seu contingut remotament i és restaurat romandrà inactiu el dispositiu i apareixerà una pantalla d'activació demanant l'Apple ID de l'usuari per poder activar el dispositiu, en cas contrari no podrà funcionar.

### iTunes Radio
Una funció afegida a la app Música que funciona de forma semblant al servei Pandora, en el qual pots escoltar música gratis amb publicitat o sense publicitat si has pagat iTunes Match, la app busca una cançó relacionada amb la qual escoltes en aquest moment per reproduir-la just després. Aquesta funció només aquesta disponible als Estats Units, Canadà, Regne Unit, Europa, i alguns països d'Àsia i Oceania.